# Darío Franco
Darío Javier Franco Gatti (ur. 17 stycznia 1969 w Cruz Alta) – argentyński piłkarz i trener z obywatelstwem meksykańskim, grający podczas kariery na pozycji obrońcy lub pomocnika.

## Kariera klubowa
Darío Franco rozpoczął karierę w drugoligowym Newell’s Old Boys Rosario w 1989. Z Newell’s Old Boys Rosario dwukrotnie zdobył mistrzostwo Argentyny: 1988 i 1991. W 1991 przeszedł do hiszpańskiego Realu Saragossa. W hiszpańskiej ekstrklasie zadebiutował 1 września 1991 w zremisowanym 1-1 meczu z Espanolem Barcelona. Ostatni raz w barwach Realu wystąpił 18 czerwca 1995 zremisowanym 2-2 meczu z Valencią. W lidze hiszpańskiej rozegrał 91 meczów, w których zdobył 7 bramek. Z Realem zdobył Puchar Króla w 1994 oraz Puchar Zdobywców Pucharów 1995 (Franco zagrał tylko w jednym meczu z Tatranem Preszów w II rundzie rozgrywek).
W sierpniu 1995 Franco przeszedł do meksykańskiego Club Atlas. W lidze meksykańskiej zadebiutował 26 sierpnia 1995 w wygranym 2-0 meczu z Santos Laguna. W trakcie sezonu 1997/98 przeszedł do klubu Monarcas Morelia, w którym grał do końca kariery w 2004. Z Monarcas zdobył mistrzostwo Meksyku: Invierno 2000. 15 maja 2004 w wygranym 4-1 meczu z Pachuca CF po raz ostatni wystąpił w lidze. Ogółem w lidze meksykańskiej Franco rozegrał 241 meczów, w których zdobył 19 bramek.
| Sezon     | Klub                      | Kraj      | Rozgrywki        | Mecze | Bramki |
| --------- | ------------------------- | --------- | ---------------- | ----- | ------ |
| 1987/88   | Newell’s Old Boys Rosario | Argentyna | Primera División | 3     | 0      |
| 1988/89   | Newell’s Old Boys Rosario | Argentyna | Primera División | 22    | 3      |
| 1989/90   | Newell’s Old Boys Rosario | Argentyna | Primera División | 37    | 0      |
| 1990/91   | Newell’s Old Boys Rosario | Argentyna | Primera División | 38    | 1      |
| 1991/92   | Real Saragossa            | Hiszpania | Primera División | 36    | 3      |
| 1992/93   | Real Saragossa            | Hiszpania | Primera División | 29    | 1      |
| 1993/94   | Real Saragossa            | Hiszpania | Primera División | 11    | 2      |
| 1994/95   | Real Saragossa            | Hiszpania | Primera División | 15    | 1      |
| 1995/96   | Club Atlas                | Meksyk    | Primera División | 32    | 4      |
| 1996/97   | Club Atlas                | Meksyk    | Primera División | 29    | 5      |
| 1997/98   | Club Atlas                | Meksyk    | Primera División | 17    | 2      |
| 1997/98   | Monarcas Morelia          | Meksyk    | Primera División | 16    | 3      |
| 1998/99   | Monarcas Morelia          | Meksyk    | Primera División | 31    | 1      |
| 1999/2000 | Monarcas Morelia          | Meksyk    | Primera División | 27    | 1      |
| 2000/01   | Monarcas Morelia          | Meksyk    | Primera División | 34    | 5      |
| 2001/02   | Monarcas Morelia          | Meksyk    | Primera División | 33    | 3      |
| 2002/03   | Monarcas Morelia          | Meksyk    | Primera División | 36    | 4      |
| 2003/04   | Monarcas Morelia          | Meksyk    | Primera División | 32    | 1      |

## Kariera reprezentacyjna
W reprezentacji Argentyny Franco zadebiutował 20 lutego 1991 w wygranym 2-0 towarzyskim meczu z Węgrami. Był to udany debiut, czego dowodem bramka otwierająca w 36 min. wynik meczu. W tym samym roku wystąpił w turnieju Copa América, który Argentyna wygrała. Na turnieju w Chile Franco wystąpił w sześciu meczach, w których strzelił 2 bramki (obie w meczu z Brazylią). W 1993 po raz drugi wygrał Copa América. Na turnieju w Ekwadorze wystąpił tylko w meczu grupowym z Boliwią. Ostatni raz w reprezentacji Franco wystąpił 31 maja 1994 w wygranym 3-0 towarzyskim meczu z Izraelem. Ogółem w barwach albicelestes wystąpił w 22 meczach, w których zdobył 6 bramek.
| Mecze i gole w reprezentacji | Mecze i gole w reprezentacji | Mecze i gole w reprezentacji | Mecze i gole w reprezentacji | Mecze i gole w reprezentacji | Mecze i gole w reprezentacji | Mecze i gole w reprezentacji |
| #                            | Data                         | Miasto                       | Przeciwnik                   | Gol                          | Wynik                        | Rozgrywki                    |
| ---------------------------- | ---------------------------- | ---------------------------- | ---------------------------- | ---------------------------- | ---------------------------- | ---------------------------- |
| 1.                           | 20.02.1991                   | Rosario                      | Węgry                        | Gol                          | 2:0                          | towarzyski                   |
| 2.                           | 13.03.1991                   | Buenos Aires                 | Meksyk                       |                              | 0:0                          | towarzyski                   |
| 3.                           | 27.03.1991                   | Buenos Aires                 | Brazylia                     | Gol                          | 3:3                          | towarzyski                   |
| 4.                           | 19.05.1991                   | Stanford                     | Stany Zjednoczone            | Gol                          | 1:0                          | towarzyski                   |
| 5.                           | 23.05.1991                   | Manchester                   | ZSRR                         |                              | 1:1                          | England Challenge Cup        |
| 6.                           | 25.05.1991                   | Londyn                       | Anglia                       | Gol                          | 2:2                          | England Challenge Cup        |
| 7.                           | 27.06.1991                   | Kurytyba                     | Brazylia                     |                              | 1:1                          | towarzyski                   |
| 8.                           | 08.07.1991                   | Concepción                   | Wenezuela                    |                              | 3:0                          | Copa América                 |
| 9.                           | 10.07.1991                   | Santiago                     | Chile                        |                              | 0:1                          | Copa América                 |
| 10.                          | 14.07.1991                   | Santiago                     | Peru                         |                              | 3:2                          | Copa América                 |
| 11.                          | 17.07.1991                   | Santiago                     | Brazylia                     | Gol · Gol                    | 3:2                          | Copa América                 |
| 12.                          | 19.07.1991                   | Santiago                     | Chile                        |                              | 0:0                          | Copa América                 |
| 13.                          | 21.07.1991                   | Santiago                     | Kolumbia                     |                              | 2:1                          | Copa América                 |
| 14.                          | 31.05.1992                   | Tokio                        | Japonia                      |                              | 1:0                          | Kirin Cup                    |
| 15.                          | 03.06.1992                   | Gifu                         | Walia                        |                              | 1:0                          | Kirin Cup                    |
| 16.                          | 18.06.1992                   | Buenos Aires                 | Australia                    |                              | 2:0                          | towarzyski                   |
| 17.                          | 18.02.1993                   | Buenos Aires                 | Brazylia                     |                              | 1:1                          | towarzyski                   |
| 18.                          | 24.02.1993                   | Mar del Plata                | Dania                        |                              | 1:1                          | Copa Artemio Franchi         |
| 19.                          | 17.06.1993                   | Guayaquil                    | Boliwia                      |                              | 1:0                          | Copa América                 |
| 20.                          | 18.05.1994                   | Santiago                     | Chile                        |                              | 3:3                          | towarzyski                   |
| 21.                          | 25.05.1994                   | Guayaquil                    | Ekwador                      |                              | 0:1                          | towarzyski                   |
| 22.                          | 31.05.1994                   | Tel Awiw-Jafa                | Izrael                       |                              | 3:0                          | towarzyski                   |

## Kariera trenerska
Zaraz po zakończeniu kariery piłkarskiej Franco został trenerem. W latach 2006–2009 pracował w Meksyku w Monarcas Morelia, Tecos UAG i Club Atlas. W latach 2010–2011 trenował San Martín San Juan. Instituto CórdobaW 2011 rozpoczął pracę w drugoligowym Instituto Córdoba.